# Tumultes
Pour le film de Bertrand Van Effenterre, voir Tumultes (film, 1990).
Pour plus de détails, voir Fiche technique et Distribution.
Tumultes est un film franco-allemand réalisé par Robert Siodmak, sorti en 1932.
Tumultes est la version française (avec Florelle et Charles Boyer) d'un film allemand de Robert Siodmak sorti la même année, intitulé Stürme der Leidenschaft (littéralement, « les orages de la passion »), avec Anna Sten et Emil Jannings. Le scénario est de Robert Liebmann (de) et Hans Müller. Les dialogues français sont d'Yves Mirande et la musique de Friedrich Hollaender. La chanson Qui j'aime est restée au répertoire.

## Synopsis
À Berlin, après avoir purgé une peine de prison, un homme tue l'amant de sa maitresse infidèle.

## Fiche technique (version française)
- Titre version française : Tumultes
- Titre version allemande : Stürme der Leidenschaft
- Titre international : Storms of Passion
- Réalisation : Robert Siodmak
- Superviseur : André Daven
- Scénario : Robert Liebmann (de) et Hans Müller
- Dialogues : Yves Mirande
- Costumes : René Hubert
- Photographie : Otto Baecker (de), Günther Rittau
- Musique : Friedrich Hollaender, Gérard Jacobson
- Montage : Viktor Gertler (de)
- Pays :  France  République de Weimar
- Genre : Drame - Policier
- Durée : 92 min
- Date de sortie : 
  - France : 22 avril 1932

## Distribution (version française)
- Charles Boyer : Ralph Schwarz
- Florelle : Ania
- Clara Tambour : Yvonne
- Thomy Bourdelle : Gustave Krouchovski
- Robert Arnoux : Willi
- Marcel André : le commissaire
- Armand Bernard : le bègue
- Lucien Callamand : Max
- Marcel Vallée : Paul
- Louis Florencie : 'Emma' Emmerich
- Georges Deneubourg : un gardien de prison
- Noël Roquevert : un gardien de prison
- Marcel Merminod

## Distribution (version allemande)
- Emil Jannings : Gustav Bumke
- Anna Sten : Annya
- Trude Hesterberg : Yvonne
- Franz Nicklicsh : Willy Prawanzke
- Otto Wernicke : le commissaire
- Hans Deppe : Nuschler
- Hans Reimann : Max
- Julius Falkenstein : Paul
- Anton Pointner : Ralph Kruschewski